# Adélaïde-Louise d'Eckmühl de Blocqueville
Adélaïde-Louise d'Eckmühl de Blocqueville (Paris, 8 de julho de 1815 — Villers-sur-Mer, 6 de outubro de 1892) foi uma poetisa e escritora francesa.